# Rimplas
Rimplas (in italiano anche Rimplasso, in occitano Rimplàs) è un comune francese  di 154 abitanti (al 1º gennaio 2022) situato nel dipartimento delle Alpi Marittime della regione della Provenza-Alpi-Costa Azzurra.

## Società

### Evoluzione demografica
Abitanti censiti